# レントン (ワシントン州)
レントン（Renton）は、アメリカ合衆国ワシントン州キング郡の都市である。人口は10万6785（2020年国勢調査）。シアトルの南東18キロメートルに位置している。

## 概要
レントンはワシントン湖南端にある風光明媚な都市である。第二次世界大戦中に建設されたボーイング・レントン工場が市内最大の事業所であり、多くの市民がボーイング関係者である。他にはゲームクリエイターのウィザーズ・オブ・ザ・コーストのオフィスがある。

## 地理
アメリカ合衆国統計局によると、総面積44.8 km2 (17.3 mi2) である。このうち44.1 km2 (17.0 mi2) が陸地であり、0.7 km2 (0.3 mi2) (1.62%) が水地である。

## 住民
2000年国勢調査では、人口50,052人、21,708世帯、12,243家族が生活している。人口密度は1,134.8/km2 (2,939.7/mi2) である。514.1/km2 (1,331.8/mi2) の平均的な密度に22,676軒の住宅が建っている。この都市の人種的な構成は白人68.14%、アフリカン・アメリカン8.47%、ネイティブ・アメリカン0.72%、アジア13.37%、太平洋諸島系0.50%、その他の人種4.24%、混血4.57%である。この人口の7.63%はヒスパニックまたはラテン系である。
全世帯のうち、18歳未満の子供と同居している世帯が26.8%、夫婦のみの世帯が40.9%、未婚女性の世帯が10.8%であり、43.6%は家族を持たない。個人名義の世帯主が34.0%、そのうち65歳以上が8.1%である。世帯ごとの平均人数は2.29人、家族ごとの平均人数は2.96人である。
18歳未満の未成年が21.8%、18歳以上24歳以下が10.2%、25歳以上44歳以下が36.9%、45歳以上64歳以下が20.8%、65歳以上が10.2%、平均年齢は34歳である。女性100人に対して男性は98.9人である。18歳以上の女性100人に対して男性は96.9人である。
この都市の世帯ごとの平均的な収入は45,820 USドルであり、家族ごとの平均的な収入は55,747 USドルである。男性は40,765 USドルに対して女性は31,543 USドルの平均的な収入がある。この都市の一人当たりの収入 (per capita income) は24,346 USドルである。人口の7.0%及び家族の9.7%の収入は貧困線以下である。全人口のうち18歳未満の13.5%及び65歳以上の8.4%は貧困線以下の生活を送っている。

## 姉妹都市
- 西脇市, 日本
- ナント, フランス
- Cuautla, Jalisco（英語版）, メキシコ